# Kamiya Hiroshi
Kamiya Hiroshi (神谷 浩史 (Thần Cốc Hạo Sử) sinh ngày 28 tháng 1 năm 1975) là một diễn viên lồng tiếng, ca sĩ và người dẫn chương trình người Nhật Bản hợp tác với Aoni Production. Anh nổi tiếng với các vai như Matō Shinji trong loạt phim Fate, Osomatsu Matsuno trong Osomatsu-san, Akashi Seijuro trong Kuroko's Basketball, Levi Ackerman trong Attack on Titan, Mephisto Phele trong Blue Exorcist, Yuzuru Otonashi trong Angel Beats!, Yato trong Noragami, Koyomi Araragi trong Monogatari, Izaya Orihara trong Durarara !!, Trafalgar Law trong One Piece. Anh đã giành giải "Nam diễn viên chính xuất sắc nhất" và "Nhân vật xuất sắc nhất" tại Giải thưởng Seiyu lần thứ ba và "Nam diễn viên phụ xuất sắc nhất" tại Giải thưởng Seiyu lần thứ hai. Anh dẫn chương trình radio Dear Girl Story với Daisuke Ono.

## Vai lồng tiếng

### Phim truyền hình
| Năm            | Tiêu đề                                                    | Vai                                            | Ghi chú                                   | Nguồn         |
| -------------- | ---------------------------------------------------------- | ---------------------------------------------- | ----------------------------------------- | ------------- |
| 1992           | Kiteretsu Daihyakka                                        | Akihiko Nonoka                                 | Giọng nói thứ hai                         |               |
| 1992           | Tsuyoshi Shikkari Shinasai                                 |                                                |                                           |               |
| 1993           | Aoki Densetsu Shoot!                                       |                                                |                                           |               |
| 1994           | Marmalade Boy                                              | Ginta's Friend                                 |                                           |               |
| 1994           | Chibi Maruko-chan                                          | Hiroshi Takeda                                 |                                           |               |
| 1995           | Captain Tsubasa J                                          | Hanji Urabe                                    |                                           |               |
| 1995           | Magical Girl Pretty Sammy                                  | Makoto Mizushina                               |                                           |               |
| 1996           | Dragon Ball GT                                             | Poberu [Pan's Date] Ronge                      |                                           |               |
| 1996           | Slayers Next                                               |                                                |                                           |               |
| 1996           | Magical Project S                                          |                                                |                                           |               |
| 1997           | Cho Mashin Hero Wataru                                     | Boy                                            |                                           |               |
| 1998           | Android Ana Maico 2010                                     |                                                |                                           |               |
| 1998           | DT Eightron                                                | Ryou/ Karuno                                   |                                           |               |
| 1998           | Trigun                                                     | Zazie the Beast                                |                                           |               |
| 1998           | Sorcerous Stabber Orphen                                   |                                                |                                           |               |
| 1998           | Yu-Gi-Oh!                                                  | Officer                                        |                                           |               |
| 1998–99        | Master Keaton                                              | Shinsuke Funase                                |                                           |               |
| 1999           | Corrector Yui                                              | Takashi Fuji                                   |                                           |               |
| 1999           | Jibaku-kun                                                 | Kai                                            |                                           |               |
| 1999           | Super B-Daman                                              |                                                |                                           |               |
| 2001           | Super GALS! Kotobuki Ran                                   | Rei Otohata                                    |                                           |               |
| 2001           | The Family's Defensive Alliance                            |                                                |                                           |               |
| 2001           | Noir                                                       | Dominic                                        |                                           |               |
| 2001           | Beyblade                                                   | Sanguinex                                      |                                           |               |
| 2001           | Gundam Evolve                                              | Hiden                                          |                                           |               |
| 2001           | Offside                                                    | Katsuhiko Ibino                                |                                           |               |
| 2002           | Atashin'chi                                                |                                                |                                           |               |
| 2002           | Kanon                                                      | Kuze                                           |                                           |               |
| 2002           | Digimon Frontier                                           | Koji Minamoto                                  |                                           |               |
| 2002           | Baby Baachan                                               | Eiki Jinguuji                                  |                                           |               |
| 2002           | Mirage of Blaze                                            | Kojirou Date                                   |                                           |               |
| 2002           | Generation of Chaos Next                                   | Lifile                                         |                                           |               |
| 2002           | I'll/CKBC                                                  | Hiiragi Hitonari                               |                                           |               |
| 2002           | Mirmo Zibang                                               | Takumi Kiryuu                                  |                                           |               |
| 2002–08        | Saint Seiya Hades: Chapter Inferno                         | Lyra Orphee                                    |                                           |               |
| 2003           | Ultra Maniac                                               | Tetsushi Kaji                                  |                                           |               |
| 2003           | L/R: Licensed by Royalty                                   |                                                |                                           |               |
| 2003           | Zatch Bell!                                                | Eita Kobozuka                                  |                                           |               |
| 2003           | Green Green                                                | Kenichi Hotta                                  |                                           |               |
| 2003           | Beyblade G-Revolution                                      | Garland                                        |                                           |               |
| 2003           | Tank Knights Portriss                                      | Dua Carry                                      |                                           |               |
| 2003           | Pocket Monsters Advanced Generation                        | Hiromi                                         |                                           |               |
| 2003–04        | Mirmo!                                                     |                                                |                                           |               |
| 2003           | Sonic X                                                    | member of team S                               |                                           |               |
| 2004           | Agatha Christie's Great Detectives Poirot and Marple       | John                                           | Tập 1                                     |               |
| 2004           | Superior Defender Gundam Force                             | Captain Gundam                                 |                                           |               |
| 2004           | Gantz                                                      | Masanobu Hojou                                 |                                           |               |
| 2004           | Kita e                                                     |                                                |                                           |               |
| 2004           | Desert Punk                                                |                                                |                                           |               |
| 2004           | Tsukuyomi -Moon Phase-                                     | Kohei Morioka                                  |                                           |               |
| 2004           | Hamtaro                                                    |                                                | Tập 182                                   |               |
| 2004           | Phoenix                                                    |                                                |                                           |               |
| 2004           | Bobobo-bo Bo-bobo                                          | Yashinomi Man                                  |                                           |               |
| 2004           | Monkey Turn                                                |                                                |                                           |               |
| 2004           | Ring ni Kakero                                             | Takeshi Kawai                                  |                                           |               |
| 2004           | Rockman.EXE Stream                                         | Narcy Hide                                     |                                           |               |
| 2004           | Burn-Up Scramble                                           | Wonderful person                               |                                           |               |
| 2004           | Diamond Daydreams                                          | Minoru Jinguuji                                |                                           |               |
| 2004           | Samurai Gun                                                | Hebizo                                         |                                           |               |
| 2005           | The Law of Ueki                                            | Mario                                          |                                           |               |
| 2005           | Gunparade March                                            | Nakatoshi Iwasaki                              |                                           |               |
| 2005           | Canvas 2: Niji Iro no Sketch                               |                                                |                                           |               |
| 2005           | Cluster Edge                                               | Rhodo Chrosite                                 |                                           |               |
| 2005           | Damekko Dōbutsu                                            | Peganosuke                                     |                                           |               |
| 2005           | Tsubasa: Reservoir Chronicle                               | Kiefer                                         | Tập 16                                    |               |
| 2005–06        | Honey and Clover                                           | Yūta Takemoto                                  |                                           |               |
| 2005           | Pani Poni Dash!                                            | Tsurugi Inugami, Lord Cat                      |                                           |               |
| 2005           | Battle B-Daman                                             |                                                |                                           |               |
| 2005–06        | Play Ball                                                  | Aiki                                           |                                           |               |
| 2005           | Iriya no Sora, UFO no Natsu                                | Kunihiro Suizenji                              |                                           |               |
| 2006           | Ergo Proxy                                                 | Security Bureau employee                       | Tập 2                                     |               |
| 2006           | Gakuen Heaven                                              | Kaoru Saionji                                  |                                           |               |
| 2006–09        | Sgt. Frog                                                  |                                                |                                           |               |
| 2006           | Zegapain                                                   | Hayase                                         |                                           |               |
| 2006           | Crash B-Daman                                              | Teruma Kamioka                                 |                                           |               |
| 2006           | Fate/stay night                                            | Shinji Matō                                    |                                           |               |
| 2006           | Princess Princess                                          | Shūya Arisada                                  |                                           |               |
| 2006           | Rockman.EXE Beast                                          | Narcy Hide                                     |                                           |               |
| 2006–nay       | One Piece                                                  | Eddy Trafalgar Law PirateA Group leader        |                                           |               |
| 2006–07        | The Galaxy Railways: Crossroads to Eternity                | Klaus Von Meinster                             |                                           |               |
| 2006           | Ring ni Kakero 1: Nichibei Keisen Hen                      | Takeshi Kawai                                  |                                           |               |
| 2006           | Fist of the Blue Sky                                       | Peter                                          |                                           |               |
| 2007           | El Cazador de la Bruja                                     | Okama A                                        |                                           |               |
| 2007           | Kishin Taisen Gigantic Formula                             | Masahito Oghuro                                |                                           |               |
| 2007           | Sakura Taisen: New York NY.                                | Tutankamon                                     |                                           |               |
| 2007–08        | Mobile Suit Gundam 00                                      | Tieria Erde                                    |                                           |               |
| 2007           | Gintama                                                    | Robot 502                                      |                                           |               |
| 2007–08        | Code-E                                                     | Adol Brinberg                                  | Mùa hai có tiêu đề là Misson-E            |               |
| 2007–09        | Sayonara Zetsubō Sensei                                    | Nozomu Itoshiki, Mikoto Itoshiki, Kouji Kumeta |                                           |               |
| 2007           | Shion no Ō                                                 | Kobayashi                                      |                                           |               |
| 2007           | Shinkyoku Sōkai Polyphonica                                | Phoron Tatara                                  |                                           |               |
| 2007           | Digimon Data Squad                                         | Craniamon                                      | Tập 39-48                                 |               |
| 2007           | Deltora Quest                                              |                                                |                                           |               |
| 2007           | Nodame Cantabile                                           | Tomohito Kimura                                |                                           |               |
| 2007           | Hidamari Sketch                                            | Chokoyama                                      |                                           |               |
| 2007           | Moonlight Mile 2nd Season -Touch Down-                     | Mike                                           |                                           |               |
| 2007           | Polyphonica                                                | Tatara Phoron                                  |                                           |               |
| 2008           | Macross Frontier                                           | Michael Blanc                                  |                                           |               |
| 2008           | Monochrome Factor                                          | Kengo Asamura                                  |                                           |               |
| 2008           | Hidamari Sketch × 365                                      | Chokoyama                                      |                                           |               |
| 2008           | Mission-E                                                  | Adol Brinberg                                  |                                           |               |
| 2008;17        | Natsume's Book of Friends series                           | Takashi Natsume                                | Mùa thứ 6 vào năm 2017                    |               |
| 2008           | Hakushaku to Yōsei                                         | Paul Ferman                                    |                                           | [ 4 ]         |
| 2008           | Tytania                                                    | Louis Edmond Pages                             |                                           |               |
| 2009           | Polyphonica Crimson S                                      | Phoron Tatara                                  |                                           |               |
| 2009           | Saint Seiya: The Lost Canvas                               | Pisces Albafica                                |                                           |               |
| 2009           | Bakemonogatari                                             | Koyomi Araragi                                 |                                           | [ 5 ]         |
| 2009           | Miracle Train: ōedo-sen e Yōkoso                           | Riku Nakano                                    |                                           |               |
| 2009           | Kobato                                                     | Takashi Doumoto                                |                                           |               |
| 2010–15        | Working!!                                                  | Hiroomi Sōma                                   |                                           |               |
| 2010           | Angel Beats!                                               | Yuzuru Otonashi                                |                                           |               |
| 2010           | Durarara!!                                                 | Izaya Orihara                                  |                                           |               |
| 2010           | Arakawa Under the Bridge                                   | Kou Ichinomiya                                 |                                           |               |
| 2010           | Uragiri wa Boku no Namae o Shitteiru                       | Kuroto Hourai                                  |                                           |               |
| 2010           | HeartCatch PreCure!                                        | Hideo Saitani                                  |                                           |               |
| 2010           | Togainu no Chi                                             | Yukihito                                       |                                           |               |
| 2010           | Nura: Rise of the Yokai Clan                               | Senba                                          |                                           |               |
| 2010           | Arakawa Under the Bridge x Bridge                          | Kou Ichinomiya                                 |                                           |               |
| 2010           | The Animal Conference on the Environment                   | Dr. Rabi the Rabbit                            |                                           |               |
| 2010           | Kacho No Koi                                               | Yukio Kumagai                                  |                                           |               |
| 2010           | Ring ni Kakero 1: Shadow                                   | Takeshi kawai                                  |                                           |               |
| 2011           | Starry Sky                                                 | Miyaji Ryunosuke                               |                                           |               |
| 2011           | Yondemasuyo, Azazel-san                                    | Beelzebub                                      |                                           |               |
| 2011           | Blue Exorcist                                              | Mephisto Pheles                                |                                           |               |
| 2011           | Sekai-ichi Hatsukoi                                        | Yuu Yanase                                     |                                           |               |
| 2011           | Maji de Watashi ni Koi Shinasai!                           | Yamato Naoe                                    |                                           |               |
| 2011           | Dragon Crisis!                                             | Onyx                                           |                                           |               |
| 2011           | Phi Brain: Puzzle of God                                   | Freecell                                       |                                           |               |
| 2011           | Xi Avant                                                   | Kaoru Takamura                                 |                                           |               |
| 2011           | Gundam Age                                                 | Zeheart Galette (adult)                        |                                           |               |
| 2011           | Carnival Phantasm                                          | Shinji Matou                                   |                                           |               |
| 2011           | Fractale                                                   | Colin                                          |                                           |               |
| 2011           | Ring ni Kakero 1: Sekai Taikai-hen                         | Takeshi kawai                                  |                                           |               |
| 2012           | Brave10                                                    | Unno Rokurō                                    |                                           |               |
| 2012–15        | Kuroko's Basketball                                        | Seijūrō Akashi                                 |                                           |               |
| 2012           | Ixion Saga DT                                              | Erecpyle Dukakis                               |                                           |               |
| 2012           | Mobile Suit Gundam AGE                                     | Zeheart Galette                                |                                           |               |
| 2012           | Nekomonogatari (Kuro)                                      | Koyomi Araragi                                 |                                           |               |
| 2012           | Nisemonogatari                                             | Koyomi Araragi                                 |                                           |               |
| 2012–13        | Saint Seiya Omega                                          | Andromeda Shun                                 |                                           |               |
| 2012           | Shining Hearts: Shiawase no Pan                            | Rick, Alvin                                    |                                           |               |
| 2012–13        | Shirokuma Café                                             | Penguin                                        |                                           | [ 6 ]         |
| 2012           | Medaka Box Abnormal                                        | Kei Munakata                                   |                                           |               |
| 2012           | Busou Shinki                                               | Jindo                                          |                                           |               |
| 2013           | Hakkenden: Tōhō Hakken Ibun                                | Riō Satomi                                     |                                           |               |
| 2013           | Karneval                                                   | Gareki                                         |                                           |               |
| 2013           | Monogatari Series Second Season                            | Koyomi Araragi                                 |                                           |               |
| 2013           | Maoyu                                                      | Young Merchant                                 |                                           | [ 7 ]         |
| 2013           | Senyu                                                      | Teufel Diabolos                                |                                           |               |
| 2013           | Devil Survivor 2: The Animation                            | Hibiki Kuze                                    |                                           |               |
| 2013           | Brothers Conflict                                          | Juli                                           |                                           |               |
| 2013 – present | Attack on Titan                                            | Levi Ackerman                                  | Mùa thứ ba vào năm 2018                   | [ 8 ] [ 9 ]   |
| 2013           | Yondemasu yo, Azazel-san Z                                 | Beelzebub                                      |                                           |               |
| 2013           | Otona Joshi No Anime Time (Jinsei Best 10)                 | Kishida Yuusaka                                |                                           |               |
| 2013           | Makai Ōji: Devils and Realist                              | Michael                                        |                                           |               |
| 2013           | Galilei Donna                                              | Cicinho                                        |                                           |               |
| 2013           | Phi Brain: Puzzle of God 3                                 | Freecell                                       |                                           |               |
| 2013           | Lupin III: Princess of the breeze ~Kakusareta Kūchū Toshi~ | Shion                                          |                                           |               |
| 2013           | Attack On Titan - Ilse's Notebook                          | Levi Ackerman                                  |                                           |               |
| 2014           | Hamatora                                                   | Art                                            |                                           | [ 10 ]        |
| 2014           | Noragami                                                   | Yato                                           |                                           | [ 11 ] [ 12 ] |
| 2014           | Haikyū!!                                                   | Ittetsu Takeda                                 |                                           | [ 13 ]        |
| 2014           | Kamigami no Asobi                                          | Baldr Hringhorni                               |                                           | [ 14 ]        |
| 2014           | Captain Earth                                              | Arashi Teppei                                  |                                           | [ 15 ]        |
| 2014           | Broken Blade                                               | Zess                                           |                                           | [ 16 ]        |
| 2014           | Wooser's Hand-to-Mouth Life                                | Darth Wooser                                   |                                           |               |
| 2014           | Hero Bank                                                  | Nagare Amano                                   |                                           | [ 17 ]        |
| 2014           | Ace of Diamond                                             | Shunpei Sanada                                 |                                           |               |
| 2014           | Fate/stay night: Unlimited Blade Works                     | Shinji Matō                                    |                                           |               |
| 2014           | Re: Hamatora                                               | Art                                            |                                           | [ 18 ]        |
| 2014           | Space Dandy                                                | Johnny                                         | Tập 20                                    | [ 19 ]        |
| 2014           | Sword Art Online II                                        | Zexceed/Shigemura Tamotsu                      |                                           |               |
| 2014           | Zephyr                                                     | Kal                                            |                                           |               |
| 2014           | Attack on Titan: No Regrets                                | Levi Ackerman                                  |                                           |               |
| 2014           | The Seven Deadly Sins                                      | Helbram (Fairy form)                           |                                           |               |
| 2014           | Tsukimonogatari                                            | Koyomi Araragi                                 |                                           |               |
| 2015           | Durarara!!x2                                               | Izaya Orihara                                  |                                           |               |
| 2015           | Cute High Earth Defense Club Love!                         | Kinshirō Kusatsu                               |                                           |               |
| 2015           | Ultimate Otaku Teacher                                     | Junichirō Kagami                               |                                           |               |
| 2015           | Saint Seiya: Soul of Gold                                  | Garmr Útgarðar                                 |                                           |               |
| 2015           | Prison School                                              | Kiyoshi Fujino                                 |                                           | [ 20 ]        |
| 2015           | Noragami Aragoto                                           | Yato                                           |                                           |               |
| 2015           | Owarimonogatari                                            | Koyomi Araragi, Seishirō Shishirui             |                                           |               |
| 2015           | Mr. Osomatsu                                               | Choromatsu Matsuno                             | Mùa 2 và mùa 3 trong năm 2017 & 2020      | [ 21 ] [ 22 ] |
| 2015           | Seiyu's Life!                                              | Hiroshi Kamiya (chính mình)                    |                                           | [ 23 ]        |
| 2015           | Attack on Titan: Junior High                               | Levi Ackerman                                  |                                           | [ 24 ]        |
| 2016           | Bungō Stray Dogs                                           | Edogawa Ranpo                                  |                                           | [ 25 ]        |
| 2016           | Crayon Shin-chan                                           | Buriburizaemon                                 |                                           | [ 26 ]        |
| 2016           | The Disastrous Life of Saiki K.                            | Kusuo Saiki                                    | Mùa 2 và Reawakened trong năm 2018 & 2019 | [ 27 ]        |
| 2016           | Servamp                                                    | Tsurugi Kamiya                                 |                                           |               |
| 2016           | The Great Passage                                          | Masashi Nishioka                               |                                           | [ 28 ]        |
| 2017           | Blue Exorcist: Kyoto Impure King Arc                       | Mephisto Pheles                                |                                           | [ 29 ]        |
| 2017           | ēlDLIVE                                                    | Vega Victor                                    |                                           | [ 30 ]        |
| 2017           | Konbini Kareshi                                            | Asumi Natsu                                    |                                           |               |
| 2017           | Owarimonogatari 2nd Season                                 | Koyomi Araragi                                 |                                           |               |
| 2017           | Children of the Whales                                     | Shuan                                          |                                           |               |
| 2017           | ROAD TO YOU: Kimi e to Tsuzuku Michi                       | Ryouta                                         |                                           |               |
| 2018           | Devils' Line                                               | Takeshi Makimura                               |                                           |               |
| 2018           | The Seven Deadly Sins: Revival of the Commandments         | Helbram                                        |                                           |               |
| 2018           | Beatless                                                   | Ginga Watarai                                  | Tập 7                                     | [ 31 ]        |
| 2018           | The Legend of the Galactic Heroes: Die Neue These          | Andrew Falk                                    | Tập 10-11                                 |               |
| 2018           | Boarding School Juliet                                     | Scott Fold                                     |                                           | [ 32 ]        |
| 2018           | Overlord III                                               | Kyouhukou                                      |                                           | [ 33 ]        |
| 2018           | Inazuma Eleven: Ares                                       | Haizaki Ryouhei                                |                                           |               |
| 2018           | Inazuma Eleven: Orion no Kokuin                            | Haizaki Ryouhei                                |                                           |               |
| 2018–20        | Muhyo & Roji's Bureau of Supernatural Investigation        | Soratsugu Madoka                               |                                           |               |
| 2019           | Ace of Diamond Act II                                      | Shunpei Sanada                                 |                                           |               |
| 2019           | Carole & Tuesday                                           | Tao                                            |                                           | [ 34 ]        |
| 2019           | African Office Worker                                      | Caracal                                        |                                           |               |
| 2019           | GeGeGe no Kitarō                                           | Rei Isurugi                                    |                                           | [ 35 ]        |
| 2020           | Kakushigoto                                                | Kakushi Gotō                                   |                                           | [ 36 ]        |
| 2021           | Uramichi Oniisan                                           | Uramichi Omota                                 |                                           | [ 37 ]        |
| TBA            | Skate-Leading Stars                                        | Reo Shinozaki                                  |                                           | [ 38 ]        |

### Phim rạp
| Năm  | Tiêu đề                                                               | Vai                                                                       | Chú thích |
| ---- | --------------------------------------------------------------------- | ------------------------------------------------------------------------- | --------- |
| 2002 | Digimon Frontier: Island of Lost Digimon                              | Koji Minamoto                                                             |           |
| 2005 | Garasu no Usagi                                                       | Tsuneo Ei                                                                 |           |
| 2008 | Bleach: Fade to Black                                                 | Shizuku                                                                   |           |
| 2008 | Saraba Kamen Rider Den-O: Final Countdown                             | Ghost Imagin, Kamen Rider Yuuki Skull Form                                |           |
| 2010 | Broken Blade                                                          | Zess                                                                      |           |
| 2010 | Ultraman Zero: The Revenge of Belial                                  | Jean-bot                                                                  | [ 39 ]    |
| 2010 | Mobile Suit Gundam 00 the Movie: Awakening of the Trailblazer         | Eria Tieria                                                               |           |
| 2010 | Inazuma Eleven bộ phim: The Invasion of the Strongest Army Corps Ogre | Baddap Sleed                                                              |           |
| 2011 | Towa no Quon                                                          | Quon                                                                      |           |
| 2011 | Blood-C: The Last Dark                                                | Kuroto Mogari                                                             |           |
| 2012 | Blue Exorcist: The Movie                                              | Mephisto Phele                                                            |           |
| 2014 | Heisei Riders vs. Showa Riders: Kamen Rider Taisen feat. Super Sentai | Kamen Rider 2, Kamen Rider Super-1, Kamen Rider Black, Kamen Rider Kabuto |           |
| 2014 | Rakuen Tsuiho                                                         | Biên giới Setter                                                          |           |
| 2015 | Psycho-Pass: The Movie                                                | Nicholas Wong                                                             |           |
| 2015 | Doukyuusei                                                            | Hikaru Kusakabe                                                           |           |
| 2016 | Kizumonogatari Phần 1: Tekketsu                                       | Koyomi Araragi                                                            |           |
| 2016 | Kizumonogatari Phần 2: Nekketsu                                       | Koyomi Araragi                                                            |           |
| 2016 | Zutto Mae Kara Suki Deshita                                           | Yū Setoguchi                                                              |           |
| 2016 | Suki ni Naru Sono Shunkan o                                           | Yū Setoguchi                                                              |           |
| 2017 | Kuroko's Basketball The Movie: Last Game                              | Seijūrō Akashi                                                            |           |
| 2017 | Kizumonogatari Phần 3: Reiketsu                                       | Koyomi Araragi                                                            |           |
| 2017 | Dạo bước Phố Đêm                                                      | Trưởng ban điều hành lễ hội trường                                        |           |
| 2018 | Văn hào lưu lạc: Dead Apple                                           | Ranpo Edogawa                                                             |           |
| 2018 | Natsume's Book of Friends the Movie: Tied to the Temporal World       | Takashi Natsume                                                           |           |
| 2018 | Zoku Owarimonogatari                                                  | Koyomi Araragi                                                            |           |
| 2019 | One Piece: Stampede                                                   | Trafalgar Law                                                             |           |
| 2020 | Words Bubble Up Like Soda Pop                                         |                                                                           |           |
| 2020 | Crayon Shin-chan: Crash! Rakuga Kingdom and Almost Four Heroes        | Buriburizaemon                                                            |           |

### Phim người đóng
| Năm  | Tiêu đề                             | Vai trò                                 | Ghi chú |
| ---- | ----------------------------------- | --------------------------------------- | ------- |
| 2019 | Chō Shōnen Tanteidan NEO: Beginning | The Fiend with Twenty Faces (giọng nói) | [ 40 ]  |

### Tokusatsu
| Năm  | Tiêu đề                                                                  | Vai                                                                           | Ghi chú |
| ---- | ------------------------------------------------------------------------ | ----------------------------------------------------------------------------- | --- |
| 1999 | Booska! !                                                                | Tủ lạnh                                                                       | Tập 8 |
| 2001 | Ultraman Gaia: Gaia Again                                                | PAL                                                                           | OV |
| 2005 | Kamen Rider The First                                                    | Đài phát thanh DJ                                                             | Phim rạp |
| 2008 | Saraba Kamen Rider Den-O: Final Countdown                                | Ghost Imagin / G-Ryotaro / Kamen Rider Yuuki                                  | Phim rạp |
| 2010 | Ultraman Zero The Movie: Super Deciding Fight! The Belial Galatic Empire | Jean-chim / Jean-bot                                                          | Phim rạp |
| 2011 | Ultraman Zero Side Story: Killer the Beatstars                           | Jean-bot                                                                      | OV |
| 2013 | Ultra Zero Fight mùa 2                                                   | Jean-bot                                                                      | |
| 2014 | Heisei Rider vs. Shouwa Rider: Kamen Rider Taisen feat. Super Sentai     | Kamen Rider 2gou, Kamen Rider Super-1, Kamen Rider Black, Kamen Rider Kabuto, | Phim rạp |
| 2017 | Uchuu Sentai Kyuranger                                                   | Shou Ronpo / Ryu Violet / Chỉ huy Ryu, Rồng                                   | Tập 3 - 48 (Shou Ronpo), 8 - 9 (Ryu Violet), 9, 11-14, 16-18, 20-21, 23-26, 29-30, 34, 37-38, 40-43, 45- 46, 48 (Chỉ huy Ryu), 9 (Rồng) |
| 2017 | Kamen Rider × Super Sentai: Ultra Super Hero Taisen                      | Shou Ronpo                                                                    | Phim rạp |
| 2017 | Uchuu Sentai Kyuranger the Movie: Gase Invader Strikes Back              | Chỉ huy Shou Ronpo / Ryu                                                      | Phim rạp |
| 2024 | Bakuage Sentai Boonboomger                                               | Madrex                                                                        | |

### Trò chơi điện tử
2013
JoJo's Bizarre Adventure: All Star Battle trong vai Rohan Kishibe
2015
JoJo's Bizarre Adventure: Eyes of Heaven trong vai Rohan Kishibe
2017
Fire Emblem Echoes: Shadows of Valentia trong vai Clive
Granblue Fantasy trong vai Levi (collaboration event)
2016
Dragon Quest Heroes II trong vai Terry
Thời điểm không xác định
.hack//G.U. trong vai Bình luận viên Arena
Black Rock Shooter trong vai LLWO (Ririo)
Black/Matrix AD (Advanced) trong vai Abel
Black/Matrix 00
Black/Matrix 2 trong vai Reiji
Brothers Conflict: Passion Pink trong vai Juli
Castlevania: Lament of Innocence trong vai Armster
Castlevania Judgment trong vai Aeon
Dear My Sun!!
Dear Girl: Stories Hibiki - Hibiki Tokkun Daisakusen!
Dokidoki Pretty League
Dragon Quest: Heroes trong vai Terry
Drastic Killer
Fate/Extra trong vai Shinji Matō
Fate/stay night Réalta Nua trong vai Shinji Matō
Fate/tiger colosseum trong vai Shinji Matō
Favorite Dear trong vai Ryudrall Allgreen
Final Fantasy Type-0 trong vai Machina Kunagiri
Final Fantasy Type-0 HD trong vai Machina Kunagiri
Final Fantasy X trong vai Gatta
Final Promise Story as Wolf
Gakuen Heaven Boy's Love Scramble! Type B
Gakuen Heaven Okawari!
Generation of Chaos Next
Genso Suikoden: Tsumugareshi Hyakunen no Toki trong vai Nhân vật trung tâm
Green Green
Gum Kare! trong vai Cool Ibuki
Gundam MS Sensen 0079
Gunparade March
Hoshi no Mahoroba
Hoshi Sora no Comic Garden
Kamigami no Asobi: Ludere Deorum trong vai Balder Hringhorni
Kanon trong vai Kuze
Kessen III trong vai Azai Nagamasa
Klonoa'
Kuroko's Basketball Game of Miracles as Akashi Seijūrō
Langrisser (IV and V) trong vai McClaine
Last Ranker trong vai Zig
Minna no Golf Portable
Macross Ace Frontier trong vai Michael Blanc
Mobile Suit Gundam 00 trong vai Tieria Erde
Mobile Suit Gundam 00: Gundam Meisters trong vai Tieria Erde
Monochrome Factor Cross Road trong vai Kengo Asamura
Moshimo Ashita ga Hare Naraba trong vai Kazuki Hatoba
Operation Darkness
Panic Palette
Panic Palette Portable
Piyotan: Housekeeper wa Cute na Tantei
Poison Pink trong vai Orifen
Pokémon trong vai N (Black 2 White 2 trailer hoạt hình)
Real Rode
Saint Seiya Omega: Ultimate Cosmo trong vai Andromeda Shun
Samurai Warriors trong vai Azai Nagamasa
Sentimental Graffiti
Shin Megami Tensei IV trong vai Jonathan
Shining Force EXA trong vai Phillip
Shining Blade trong vai Rick
Shining Hearts trong vai Rick
Shining Wind trong vai Shumari
Shining Hearts trong vai Fried Karim
Shining Resonance Refrain trong vai Jinas
Shirotsu Mesōwa: Episode of the Clovers
Starry Sky trong vai Ryunosuke Miyaji
Steal! trong vai Kiryu Takayuki
Street Gears trong vai Rookie
Super Robot Taisen OG Saga: Masou Kishin II Revelation of Evil God trong vai Eran Xenosakis
Super Robot Wars series trong vai Tieria Erde, Mikhail "Michel" Blanc
Tales of Hearts trong vai Chalcedony Arcome
Tales of Hearts R trong vai Chalcedony Arcome
The Robot Tsukurōse!
Togainu no Chi trong vai Yukihito
Tokyo Babel trong vai Setsuna Tendō
Valkyrie Profile 2: Silmeria trong vai Dallas, Kraad, Roland, Seluvia, Xehnon và Masato
Valkyria Chronicles II trong vai Zeri
Venus & Braves
VitaminZ trong vai Ruriya Tendo
Warriors Orochi trong vai Azai Nagamasa
Xenosaga (I, II and III) trong vai Canaan
2021
Identity V trong vai Joseph Desaulnier

### Drama CD
- Ai de Kitsuku Shibaritai ~ Koi Yori Hageshiku ~ vai Ushio Igarashi
- Attack On Titan Cleaning Battle vai Levi
- Barajou No Kiss vai Mitsuru Tenjou
- Hakushaku to Yōsei vai Paul Ferman
- Hana to Akuma vai Vivi
- I Love Pet! tập. 4 vai Lop Ear - Sora
- Karneval trong vai Gareki
- Kiss x Kiss vol 09: Tsundere Kiss như Togari Sakuya
- Người anh yêu dấu là Takashi Miyashita
- Mobile Suit Gundam 00 Another Story: Mission-2306 trong vai Tieria Erde
- Mobile Suit Gundam 00 Another Story: Road to 2307 trong vai Tieria Erde
- Mousou Kareshi (Pet) Series: Do M na Petto-kun vai Makoto
- Natsume Yūjin Chō trong vai Takashi Natsume
- S.L.H Stray Love Hearts! như Minemitsu Yamashina
- Shin Megami Tensei: Devil Survivor với vai Naoya
- Cafe Shirokuma trong vai Penguin
- Shitsuji-sama no Okiniiri trong vai Iori Douke
- Watashi ga Motete Dousunda trong vai Hayato Shinomiya [43]

### YaoiCD
- Abareru Inu vai Yuuji Tanimoto[44]
- Ai de Kitsuku Shibaritai: Koi Yori Hageshiku vai Ushio Igarashi[45]
- Ai Kamoshirenai: Yamada Yugi Bamboo Selection CD 2 vai Yanagi[46]
- Ai to Jingi ni Ikiru no sa vai Seiji Shinkai[47]
- Benriya-san vai Aki Kirigaya
- Doukyusei[48] vai Hikaru Kusakabe
- Eden wo Toukuhanarete 2 -Ryokuin no Rakuen- [49]
- Eden wo Toukuhanarete 3 -Setsunai Yoru no Rakuen- vai Tadanao Takahashi [50]
- Egoist no Junai[51] vai Yukihito Hanamoto
- Gakuen Heaven: Mirai wa Kimi no Mono vai Kaoru Saionji[52]
- Gakuen Heaven: Tsuyokina Ninensei vai Kaoru Saionji[53]
- Gakuen Heaven: Welcome to Heaven! vai Kaoru Saionji[54]
- Gakuen Heaven: Happy Paradise vai Kaoru Saionji[55]
- Hanaōgi: Zabuton 2 [56]
- Hitorijime Theory vai Wakamiya
- Isso mou, Kudokitai! vai Mikuni [57]
- Kachou no Koi vai Yukio Kumagai[58]
- Kakehiki no Recipe vai Masato Aihara[59]
- Kamisama no Ude no Naka vai Ginger [60]
- Kannou Shousetsuka wa Hatsujou-chuu♡ [61] vai Wakaba Miyano
- Kannou Shousetsuka wo Choukyou-chuu♡[62] vai Wakaba Miyano
- Kawaii Hito vai Tomohiro Ikeuchi
- Kayashima shi no Yuugana Seikatsu vai Koizumi[63]
- Kishidou Club vai Yuuki Sawamura
- Kodomo no Hitomi (Misaki Kashiwabara)
- Koi dorobou o Sagase! vai Mikari Kasugano[64]
- Koi no Shizuku vai Hajime Kikusui
- Koi ni Inochi o Kakeru no sa vai Seiji Shinkai[65]
- Kotonoha no Hana Series 1: Kotonoha no hana vai Kazuaki Yomura[66]
- Kotonoha no Hana Series 2: Kotonoha no sekai vai Kazuyo Akimura (fortune-teller)[67]
- Kotonoha no Hana Series 1.5: Kotonoha Biyori vai Kazuaki Yomura[68]
- Kowakare: Zabuton 3 [69]
- Kuroi Ryuu wa Nido Chikau vai Rashuri
- Migatte na Karyuudo vai Satoshi Takase
- Milk Crown no Tameiki vai Mitsuru Uchikawa[70]
- Mimi o Sumaseba Kasukana Umi vai Shoi Oosawa[71]
- Missing Road: Sekai wo Koete Kimi o Yobu vai Alandis[72]
- N Dai Fuzoku Byōin Series 2 vai Masahiko Sudo[73]
- Osana na Jimi vai Mitsuo Izawa[74]
- Ouji-sama Lv 2[75]
- Pretty Babies 1[76] & 2[77] vai Kanata Fujino
- Rakuen no Uta 1[78] & 2[79] vai Nachi Sasamoto
- Reload vai Satoshi Jingu [80]
- Renai Kyotei Nukegake Nashi! vai Igarashi Masami[81]
- Renai Sousa 1[82] & 2[83] vai Kousuke Shiki
- S[84] vai Masaki Shiiba
- S - Kamiato -[85] vai Masaki Shiiba
- S - Rekka -[86] vai Masaki Shiiba
- S - Zankou -[87] vai Masaki Shiiba
- Saihate no Kimi e vai Masaya
- Sanbyaku nen no Koi no Hate vai Kon[88]
- Seikanji Series Vol. 1. Kono Tsumibukaki Yoru ni[89]
- Seikanji Series Vol. 2. Yogoto Mitsu wa Shitatarite vai Fuyuki Seikanji [90]
- Seikanji Series vol. 3. Setsunasa wa Yoru no Biyaku[91]
- Seikanji Series Vol. 4. Tsumi no Shitone mo Nureru Yoru vai Fuyuki Seikanji[92]
- Seikanji Series Vol. 6. Owari Naki Yorunohate[93]
- Sekai-ichi Hatsukoi 1: Onodera Ritsu no Baai + Yoshino Chiaki no Baai[94] vai Yuu Yanase
- Sekai-ichi Hatsukoi 2: Yoshino Chiaki no Baai + Onodera Ritsu no Baai[95] vai Yuu Yanase
- Sekai-ichi Hatsukoi 3: Onodera Ritsu no Baai + Yoshino Chiaki no Baai[96] vai Yuu Yanase
- Sekai-ichi Hatsukoi 4: Yoshino Chiaki no Baai + Onodera Ritsu no Baai[97] vai Yuu Yanase
- Sentimental Garden Lover vai Hiro[98]
- Sex Pistols 3 vai Shima[99]
- Shinayakana Netsujou Series 1. Shinayakana Netsujou[100] vai Omi Koyama
- Shinayakana Netsujou Series 1.5 Sarasara[101] vai Omi Koyama
- Shinayakana Netsujou Series 2. Himeya ka na Junjo[102] vai Omi Koyama
- Shinayakana Netsujou Series 3. Azayakana Renjo[103] vai Omi Koyama
- Shinayakana Netsujou Series 4. Yasuraka na Yoru no tame no Guwa[104] vai Omi Koyama
- Shinayakana Netsujou Series 5. Hanayakana Aijo[105] vai Omi Koyama
- Shinayakana Netsujou Series 6. Taoyakana Shinjo[106] vai Omi Koyama
- Shinayakana Netsujou Bangaihen - Papillon de Chocolat[107]
- Shounen Yonkei
- Slavers Series 2: Slaver's Lover Zenpen[108] vai Yoshihiro Hayase
- Slavers Series 3: Slaver's Lover Kouhen[109] vai Yoshihiro Hayase
- Slavers Series 4: Freezing Eye[110] vai Yoshihiro Hayase
- Sokubaku no Aria vai Shiki Fujimoto[111]
- Sono Yubi Dake ga Shitte Iru 2: Hidarite wa Kare no Yume o Miru[112] vai Masanobu Asaka
- Sono Yubi Dake ga Shitte Iru 3: Kusuri Yubi wa Chinmoku Suru[113] vai Masanobu Asaka
- Sora to Hara[114] vai Hikaru Kusakabe
- Sotsugyousei[115] vai Hikaru Kusakabe
- Steal! Series [116] vai Takayuki Kiryuu
- Steal! Series 1: 1st Mission[117] vai Takayuki Kiryuu
- Steal! Series 2: 2nd Mission[118] vai Takayuki Kiryuu
- Steal! Series 3 part 1: Koisuru Valentine vai Takayuki Kiryuu
- Steal! Series 3 part 2: Aisare White Day vai Takayuki Kiryuu
- Subete wa Kono Yoru ni vai Satoru Kaji
- Super Lovers vai Kaidou Ren
- Tsumi no Shitone mo Nureru Yoru vai Seikanji Fuyuki
- Unison vai Shuiichi Nagase[119]
- Utsukushii Hito vai Riku Kotani[120]
- VIP[121] vai Kazutaka Yugi
- VIP: Toge[122] vai Kazutaka Yugi
- VIP: Kowaku[123] vai Kazutaka Yugi
- Zabuton[124]

### Phim ngoại

#### Phim người đóng
- Josh Hutcherson
  - Trò chơi sinh tử - Peeta Mellark [125]
  - Trò chơi sinh tử: Bắt lửa - Peeta Mellark [126]
  - The Hunger Games: Húng nhại - Phần 1 - Peeta Mellark [127]
  - The Hunger Games: Húng nhại - Phần 2 - Peeta Mellark [128]
- 2 ngày trong thung lũng - Allan Hopper (Greg Cruttwell)
- Aaron Stone - STAN (J. P. Manoux)
- Alita: Thiên thần chiến binh - Zapan (Ed Skrein) [129]
- Batman v Superman: Dawn of Justice - Lex Luthor (Jesse Eisenberg)
- Thiên tài - Pablo Picasso trẻ [130]
- Chương hai - Eddie Muffbrak (James Ransone) [131]
- Run the Tide - Reymund Hightower (Taylor Lautner)
- Tây Du Ký: Chinh phục yêu ma - Hoàng tử Important (Show Lo)
- Liên minh công lý - Lex Luthor (Jesse Eisenberg) [132]
- Kamen Rider: Hiệp sĩ rồng - Chris Ramirez / Kamen Rider Sting
- Pee Mak - Aey [133]
- Chuyện kinh dị lúc nửa đêm - Tommy Milner (Austin Abrams)
- Hồ cá mập - Peter Mayes (Michael Aaron Milligan)

#### Hoạt hình
- Clifford the Big Red Dog - T-Bone [134]

## CD bài hát nhân vật
- Attack on Titan - "Dark Side Of The Moon"
- Cute High Earth Defense Club LOVE! - "Never Know"
- Dear My Sun!! - "Metamorphose"
- Digimon Frontier - "In the Blue"
- Digimon Frontier - "More More Happy Christmas"
- Durarara!! - "Subarashii Hibi (Wonderful Days)"
- Durarara!! - "Katte ni Shiyagare (Whatever You Like)"
- Favorite Dear - "Mirai no Tameni"
- Gakuen Heaven - "Little Wish"
- Gakuen Heaven - "Share the Future"
- Gakuen Heaven - "Walk Up!"
- Green Green - "Ondō ~Sōchō Solo Ver.~"
- Hakushaku to Yōsei - "Shining Rose"
- Kamigami no Asobi - "I Bless You"
- Karneval - "Reach for the sky"
- Kuroko's Basketball - FINAL EMPEROR
- Kuroko's Basketball - DOUBLE CORE
- Mobile Suit Gundam 00 - "Idea"
- Mobile Suit Gundam 00 - "Elephant"
- Monochrome Factor - "Awake ~Boku no Subete~"
- Monochrome Factor - "The World of Tomorrow"
- Natsume Yūjin Chō - "Atatakai Basho"
- Noragami - "Tsukiyo no Fune"
- Lxion Saga DT - "Stand Up ED"
- One Piece - "Dr. Heart Stealer"
- One Piece - "Lost in Shinsekai"
- Pani Poni Dash! - "Nikukyū Bochō"
- Ring ni Kakero - "Ibara no Senritsu ~Melody~"
- Samurai Warriors - "Tokoshie Ni Saku Hana (A Flower That Blooms Eternally)"
- Sayonara Zetsubō Sensei - "Happy Nanchara"
- Sayonara Zetsubō Sensei - "Zesshō"
- Sayonara Zetsubō Sensei - "Kurayami Shinjuu Soushisouai"
- Shinkyoku Sōkai Polyphonica - "Way to Go"
- Starry Sky - "Shoot High"
- Ultra Maniac - "Boku dake no..."
- Working!! - "Heart no Edge ni Idomō (Go to Heart Edge)"
- Working!!2 - "Itsumo you ni Love & Peace"
- "Working!!3" - "Matsuge ni Lock"
- Zoku Natsume Yūjin Chō - "Ayumiyoru Yuuki"

## Danh sách đĩa hát

### Album nhỏ
- Hare no Hi (ハレノヒ?) (2009)
- Hareiro (ハレイロ?) (2013)
- Hareyon (ハレヨン?) (2014)
- Haregou (ハレゴウ?) (2015)
- Hareroku (ハレロク?) (2015)
- Theater (シアター?) (2016)
- TOY BOX (2018)
- CUE (2019)

### Album
- Harezora (ハレゾラ?) (2011)

### Đĩa đơn
- "For Myself" (2010)
- "Nijiiro Chōchō" (虹色蝶々?) (2011)
- "Such a Beautiful Affair" (2012)
- "START AGAIN" (2014)
- "Danger Heaven?" (2016)
- "Ism Rhythm" (イズムリズム?) (2017)
- "Kamisama Connection" (神様コネクション?) (2017)

## Biểu diễn trực tiếp
- Kiramune Music Festival 2009
- KAmiYU in Wonderland
- Kiramune Music Festival 2010
- KAmiYU in Wonderland 2
- Dear Girl ~Stories~ 4 Lovers Only 2011
- Kiramune Music Festival 2012
- Dear Girl ~Stories~ Festival Carnival Matsuri 2013
- Kiramune Music Festival 2013
- KAmiYU in Wonderland 3
- Dear Girl ~Stories~ Dear Boy Matsuri
- Kiramune Music Festival 2014
- Kiramune Music Festival 2015
- MASOCHISTIC ONO BAND LIVE TOUR 2015 What is Rock？～ロックって何ですか？～in Kobe World Hall
- MASOCHISTIC ONO BAND LIVE TOUR 2015 What is Rock？～ロックって何ですか？～in Makuhari Messe Event Hall
- Hiroshi Kamiya ~First Live~
- Kiramune Music Festival 2016
- Dear Girl ~Stories~ EXPO 2016
- Hiroshi Kamiya Live 2016 "LIVE THEATER"
- Kiramune Music Festival 2017
- Kiramune Music Festival 2018
- DGS VS MOB LIVE SURVIVE 2018
- KaMIyu in Wonderland 4
- Hiroshi Kamiya LIVE TOUR 2020
- MOB LIVE TOUR 2020 6.9～Rock Arigato!